# 捷克克鲁姆洛夫人行桥

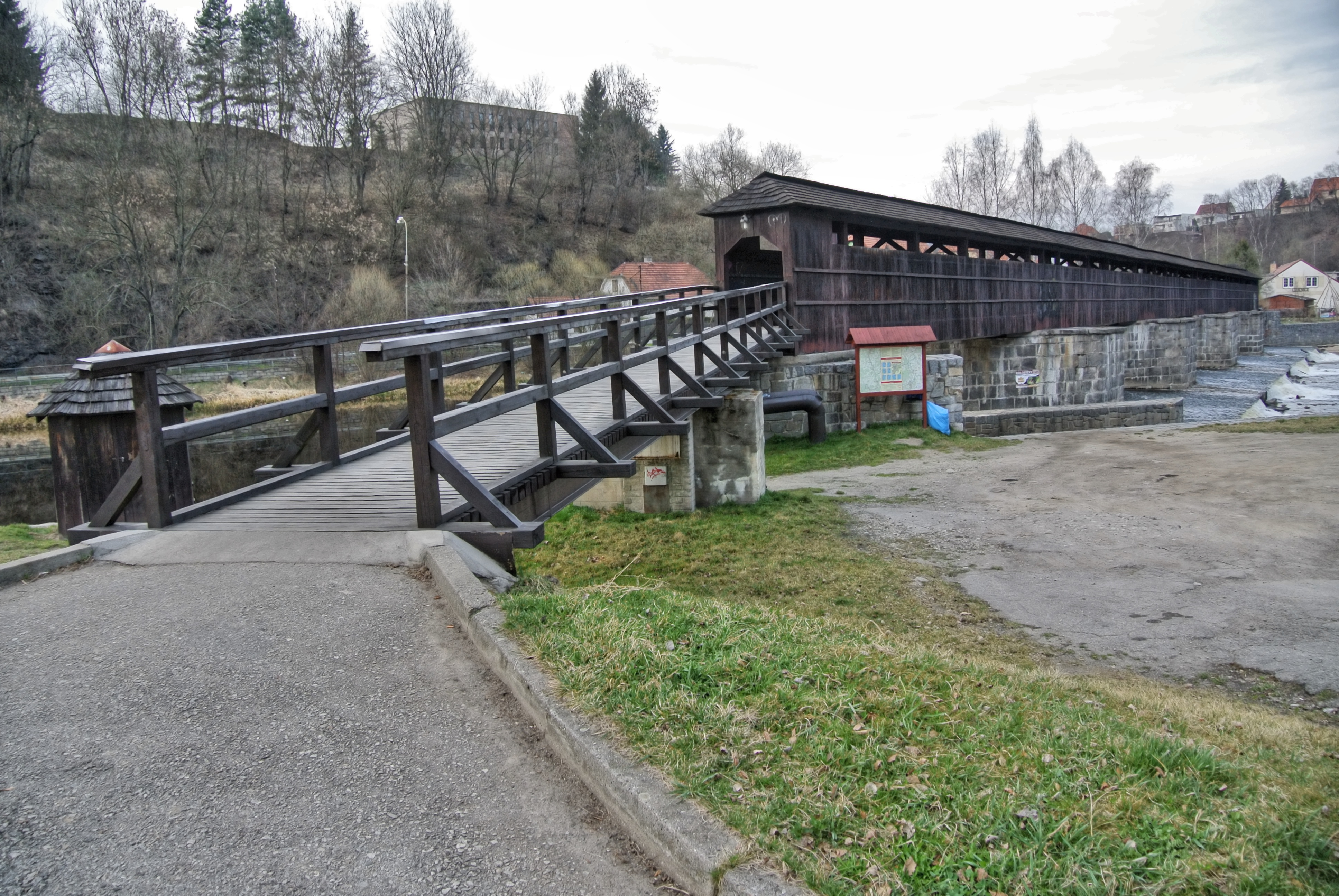

捷克克鲁姆洛夫人行桥（Lávka v Českém Krumlově）是捷克克鲁姆洛夫的一座有顶木桥，跨越伏尔塔瓦河，连接Nové Spolí与Plešivec鎮。
捷克克鲁姆洛夫人行桥建于1798年。1986年至1987年間，该桥进行改建加固，2011年再度加固。目前，此橋已列为保护文物。
捷克克鲁姆洛夫人行桥呈L形，长110米，宽2.7米，高4米。